# Kulik alaskański
Kulik alaskański (Numenius tahitiensis) – gatunek średniej wielkości wędrownego ptaka z rodziny bekasowatych (Scolopacidae). Zimowiska ma na wyspach na Oceanie Spokojnym i tam został odkryty w XVIII wieku. To, że tereny lęgowe tego gatunku znajdują się na Alasce, zaczęto podejrzewać na początku XX wieku, ale odkryto je dopiero w połowie tego wieku. Położone są one w zachodniej części tego stanu na dwóch obszarach oddalonych od siebie o około 300 km. Gatunek jest reliktowy i bliski zagrożenia wyginięciem (trend zasobów populacji jest spadkowy). Są to jedyne ptaki siewkowe zdolne do używania narzędzi podczas żerowania.

## Taksonomia
Po raz pierwszy formalnie gatunek opisał Johann Friedrich Gmelin w 1789 w 13. wydaniu linneuszowskiego Systema Naturae. Holotyp pochodził z Tahiti. Autor nadał nowemu gatunkowi nazwę Scolopax tahitiensis. Opierał się na opisie Johna Lathama z 1785, w którym kulik alaskański wspomniany został pod nazwą „Otaheite Curlew”. Holotyp miał pochodzić z kolekcji Josepha Banksa. Latham nie doprecyzował jednak, czy chodziło o spreparowany okaz, czy inny materiał. W zbiorach Banksa zidentyfikowano niemal skończoną ilustrację o numerze 119 autorstwa Georga Forstera. Opatrzona była datą 3 maja 1774 i przedstawiała holotyp pozyskany podczas drugiej podróży Jamesa Cooka (zobacz w sekcji: Historia odkryć i badań).
Obecnie (2020) Międzynarodowy Komitet Ornitologiczny umieszcza kulika alaskańskiego w rodzaju Numenius. Uznaje go za gatunek monotypowy, podobnie jak autorzy HBW. Doniesienia o zmienności klinowej związanej z udziałem barwy płowej w upierzeniu oraz paskowaniem na spodzie ciała wydają się bezpodstawne – duża zmienność ubarwienia występuje także u osobników z pojedynczych siedlisk.
Kuliki alaskańskie to jedyne wędrowne ptaki siewkowe (Charadriiformes) zimujące wyłącznie na oceanicznych wyspach. Ponadto spośród przedstawicieli rzędu wyłącznie u nich zaobserwowano całkowitą utratę zdolności do lotu podczas pierzenia oraz używanie narzędzi podczas żerowania. Ich pozycja w obrębie rodzaju Numenius została przedstawiona różnie w wynikach dwóch badań. W każdym uwzględniono 6 z 8 gatunków tego rodzaju – w obydwu nie wzięto pod uwagę prawdopodobnie wymarłego kulika eskimoskiego (N. borealis), drugim z pominiętych gatunków były odpowiednio kuliki: krótkodzioby (N. minutus) i cienkodzioby (N. tenuirostris). Poniżej przedstawiono fragment drzewa filogenetycznego opracowanego przez Sharko et al. (2019) z wykorzystaniem analizy sekwencji mitochondrialnego genu cytochromu b:
|  | N. tahitiensis |
|  |                |
|  | N. phaeopus    |
|  |                |

|  | \| \| N. arquata \| \| \| \| \| \| N. tenuirostris \| \| \| \| |
|  |                                                                |
|  | N. madagascariensis                                            |
|  |                                                                |
|  | N. arquata                                                     |
|  |                                                                |
|  | N. tenuirostris                                                |
|  |                                                                |

|  | N. arquata      |
|  |                 |
|  | N. tenuirostris |
|  |                 |

|  | \| \| N. arquata \| \| \| \| \| \| N. tenuirostris \| \| \| \| |
|  |                                                                |
|  | N. madagascariensis                                            |
|  |                                                                |
|  | N. arquata                                                     |
|  |                                                                |
|  | N. tenuirostris                                                |
|  |                                                                |

|  | N. arquata      |
|  |                 |
|  | N. tenuirostris |
|  |                 |

|  | N. tahitiensis |
|  |                |
|  | N. phaeopus    |
|  |                |

|  | \| \| N. arquata \| \| \| \| \| \| N. tenuirostris \| \| \| \| |
|  |                                                                |
|  | N. madagascariensis                                            |
|  |                                                                |
|  | N. arquata                                                     |
|  |                                                                |
|  | N. tenuirostris                                                |
|  |                                                                |

|  | N. arquata      |
|  |                 |
|  | N. tenuirostris |
|  |                 |

|  | \| \| N. arquata \| \| \| \| \| \| N. tenuirostris \| \| \| \| |
|  |                                                                |
|  | N. madagascariensis                                            |
|  |                                                                |
|  | N. arquata                                                     |
|  |                                                                |
|  | N. tenuirostris                                                |
|  |                                                                |

|  | N. arquata      |
|  |                 |
|  | N. tenuirostris |
|  |                 |

Gibson & Baker (2012) do stworzenia drzewa filogenetycznego części siewkowców (fragment poniżej) wykorzystali analizę sekwencji 5 genów: RAG1, cytochromu b, 12S rRNA, ND2 i COI:
|  | \| \| N. arquata \| \| \| \| \| \| N. madagascarensis \| \| \| \| |
|  |                                                                   |
|  | N. americanus                                                     |
|  |                                                                   |
|  | N. arquata                                                        |
|  |                                                                   |
|  | N. madagascarensis                                                |
|  |                                                                   |

|  | N. arquata         |
|  |                    |
|  | N. madagascarensis |
|  |                    |

|  | \| \| N. arquata \| \| \| \| \| \| N. madagascarensis \| \| \| \| |
|  |                                                                   |
|  | N. americanus                                                     |
|  |                                                                   |
|  | N. arquata                                                        |
|  |                                                                   |
|  | N. madagascarensis                                                |
|  |                                                                   |

|  | N. arquata         |
|  |                    |
|  | N. madagascarensis |
|  |                    |

|  | \| \| N. arquata \| \| \| \| \| \| N. madagascarensis \| \| \| \| |
|  |                                                                   |
|  | N. americanus                                                     |
|  |                                                                   |
|  | N. arquata                                                        |
|  |                                                                   |
|  | N. madagascarensis                                                |
|  |                                                                   |

|  | N. arquata         |
|  |                    |
|  | N. madagascarensis |
|  |                    |

|  | \| \| N. arquata \| \| \| \| \| \| N. madagascarensis \| \| \| \| |
|  |                                                                   |
|  | N. americanus                                                     |
|  |                                                                   |
|  | N. arquata                                                        |
|  |                                                                   |
|  | N. madagascarensis                                                |
|  |                                                                   |

|  | N. arquata         |
|  |                    |
|  | N. madagascarensis |
|  |                    |

|  | \| \| N. arquata \| \| \| \| \| \| N. madagascarensis \| \| \| \| |
|  |                                                                   |
|  | N. americanus                                                     |
|  |                                                                   |
|  | N. arquata                                                        |
|  |                                                                   |
|  | N. madagascarensis                                                |
|  |                                                                   |

|  | N. arquata         |
|  |                    |
|  | N. madagascarensis |
|  |                    |

|  | \| \| N. arquata \| \| \| \| \| \| N. madagascarensis \| \| \| \| |
|  |                                                                   |
|  | N. americanus                                                     |
|  |                                                                   |
|  | N. arquata                                                        |
|  |                                                                   |
|  | N. madagascarensis                                                |
|  |                                                                   |

|  | N. arquata         |
|  |                    |
|  | N. madagascarensis |
|  |                    |

|  | \| \| N. arquata \| \| \| \| \| \| N. madagascarensis \| \| \| \| |
|  |                                                                   |
|  | N. americanus                                                     |
|  |                                                                   |
|  | N. arquata                                                        |
|  |                                                                   |
|  | N. madagascarensis                                                |
|  |                                                                   |

|  | N. arquata         |
|  |                    |
|  | N. madagascarensis |
|  |                    |

|  | \| \| N. arquata \| \| \| \| \| \| N. madagascarensis \| \| \| \| |
|  |                                                                   |
|  | N. americanus                                                     |
|  |                                                                   |
|  | N. arquata                                                        |
|  |                                                                   |
|  | N. madagascarensis                                                |
|  |                                                                   |

|  | N. arquata         |
|  |                    |
|  | N. madagascarensis |
|  |                    |

## Historia odkryć i badań

Point Venus i zatoka Matavai, widok w kierunku wschodnim; William Hodges, 1773

Niektóre źródła podają błędnie, że holotyp znajdujący się w zbiorach Banksa pozyskano w 1769 podczas pierwszej podróży Jamesa Cooka. Odnaleziona ilustracja przedstawia jednak kulika alaskańskiego odłowionego w 1774, czyli podczas drugiej podróży Jamesa Cooka. Georg Forster uczestniczył w niej wraz z ojcem – Johannem Reinholdem Forsterem, a na czas wyprawy ustanowiono ich odpowiednio głównym ilustratorem dzikiej przyrody i przyrodnikiem. Dziennik podróży Johanna Forstera ukazał się drukiem dopiero w 1981, opatrzony dodatkowym komentarzem. Według jednej z adnotacji kulik alaskański – lub kilka – miał zostać ustrzelony 6 maja 1774 na nadbrzeżnych równinach zatoki Matavai. W poprzednich dniach Johann i Georg Forsterowie poszerzali zbiory botaniczne i zoologiczne także na wzgórzach i w dolinie położonej na wschód od zatoki Matavai.
Johann Reinhold Forster w Descriptiones animalium..., katalogu zwierząt odnotowanych w trakcie podróży, umieścił kulika alaskańskiego pod nazwą Scolopax Phaeopus Lin. an? (już wówczas zajętą przez kulika mniejszego, Numenius phaeopus). Odsyłacz po znaku zapytania prowadzi do przypisu z nazwą nadaną przez Gmelina; formalnie opisał nią kulika alaskańskiego ponad dekadę po zakończeniu drugiej podróży Cooka, jednak praca Forstera ukazała się pośmiertnie w 1844. Ta sama nazwa widnieje na ilustracji nr 119 przedstawiającej holotyp. Podpisany jest również jako Tewèh, jak według Forstera określali go lokalni mieszkańcy (tahitańska nazwa kulika alaskańskiego we współczesnym zapisie to „tēu‘e”). Johann Forster wspomniał, że kuliki alaskańskie często pojawiają się w górach. Jest to zgodne z informacją, jaką przekazał Georgowi Forsterowi gospodarz i zarazem przewodnik – według niego ptaki morskie po całodniowym żerowaniu nad wodą zbierały się w górach na odpoczynek.
Przez kolejne stulecie kulika alaskańskiego uważano za ptaka południowego Oceanu Spokojnego, a pierwszych kilka złapanych na Alasce ptaków – za zabłąkane osobniki. Pierwszy z nich pozyskany został 18 maja 1869 przez Ferdinanda Bischoffa na Półwyspie Kenai, kolejne dwa odłowiono w 1880 i 1885 w dwóch różnych miejscach. Amerykański ornitolog Arthur Cleveland Bent w 1929 napisał, że prawdopodobnie kuliki alaskańskie gniazdują gdzieś w interiorze Alaski, jako że dość pospolicie pojawiają się tu podczas jesiennych wędrówek. Do 1948 miejsca gniazdowania kulika alaskańskiego były jednak nieznane. Dotychczasowe wyprawy badawcze skupiały się na wybrzeżu i terenach przyległych do głównych rzek, omijały więc obszary lęgowe tych ptaków.
Zarówno same gniazda, jak i jaja oraz pisklęta znaleziono podczas wyprawy badawczej pod patronatem National Geographic Society i sponsorowanej przez Arctic Institute of America, której przewodził Henry Kyllingstad wraz z Arthurem Allenem. 26 czerwca 1948 roku w „The Illustrated London News” zamieszczona została reprodukcja ilustracji Georga Forstera nr 119. Opatrzona była krótką notatką o historii odkrycia gatunku i wspominającą o trwających poszukiwaniach gniazda – te zakończyły się jednak powodzeniem już 12 czerwca. W grudniu 1948 w „National Geographic” ukazał się reportaż „The Curlew's Secret” (dosł. „Sekret kulika”). Opisano w nim trudy poszukiwania gniazd, ich odkrycie, interakcje z okazującymi niewiele lęku przed człowiekiem kulikami oraz badania gniazd, jaj i piskląt. Artykuł opatrzono kolorowymi fotografiami, w tym gniazd, piskląt i jaj.

## Morfologia i rozpoznawanie

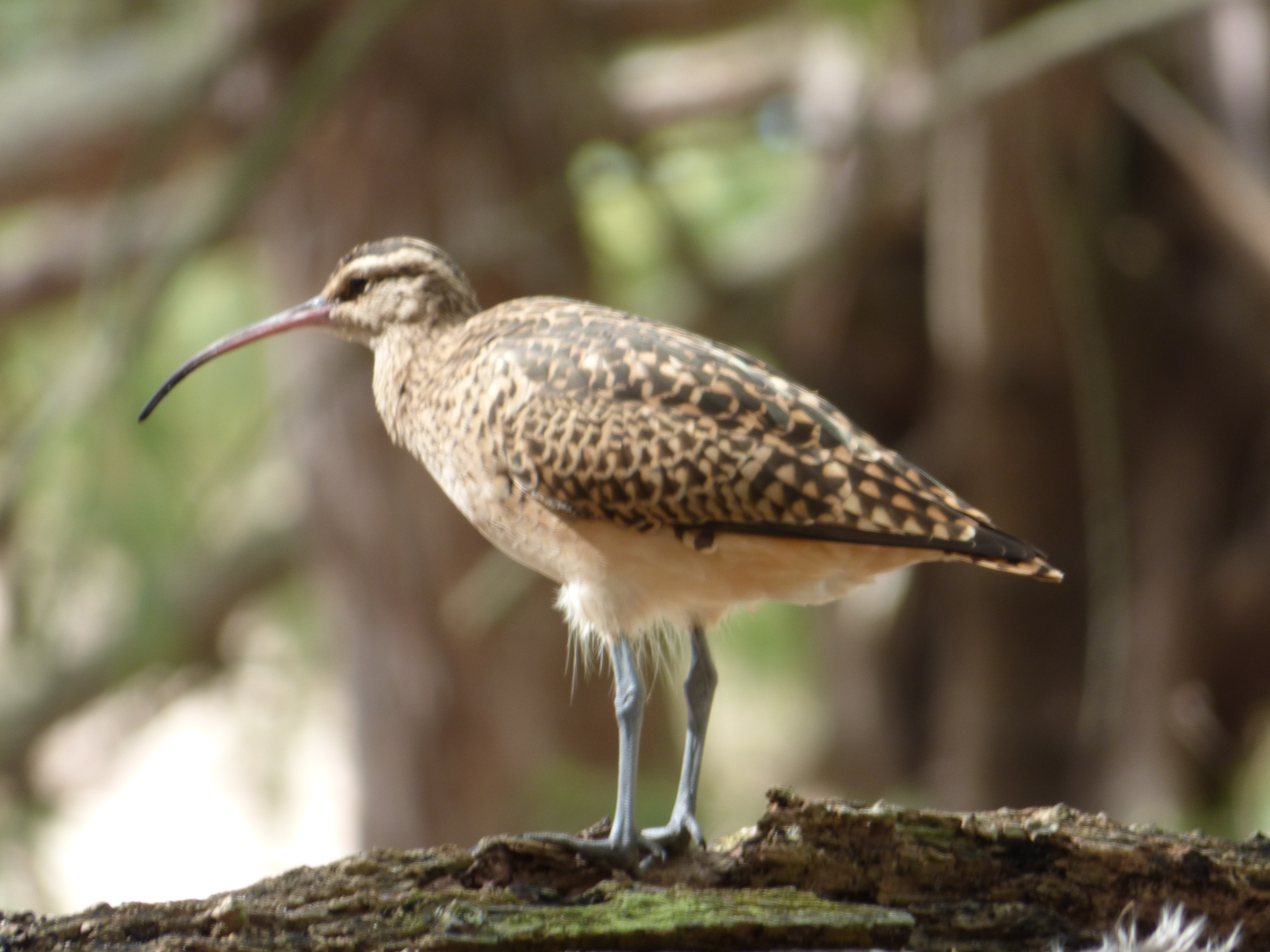
Na zdjęciu widoczne są charakterystyczne pióra na nogach, od których wzięła się angielska nazwa kulika alaskańskiego

Długość ciała wynosi 40–44 cm; masa ciała: 310–800 g. Kuliki alaskańskie są przeciętnej wielkości jak na przedstawicieli Numenius. Osiąganymi rozmiarami, sylwetką i proporcjami poszczególnych części ciała przypominają kuliki mniejsze. Są jednak od nich nieznacznie mniejsze, dziób mają grubszy i bardziej tępo zakończony, a nogi wydają się nieco krótsze i mocniej zbudowane. Upierzenie – w tym rysunek na głowie – również są podobne u kulików alaskańskich i mniejszych.
Barwa tła jest zmienna: na spodzie ciała – od kremowej lub płowej po intensywnie cynamonową, na wierzchu ciała – od ciemnobrązowej po szarobrązową. Głowa pokryta wyrazistym wzorem. Środkowy pasek ciemieniowy i brew są płowe, a szersze od nich boczne paski ciemieniowe i węższy pasek oczny – ciemnobrązowe. Policzki, pokrywy uszne i szyja są płowe, delikatnie brązowo kreskowane. Broda i górna część gardła w większości białe. Wierzch ciała jest przeważnie ciemnobrązowy z rysunkiem tworzonym przez cynamonowopłowe krawędzie piór, ząbkowanie i plamki. Środkowa część grzbietu i górna część kupra brązowe. Ubarwiona cynamonowopłowo niższa część kupra wraz z pokrywami nadogonowymi tworzą dobrze widoczną w locie plamę. Ogon ma kolor cynamonowy (o różnym nasyceniu, od bladego po jaskrawy), poszczególne sterówki pokryte są ciemnobrązowymi paskami, mają płowe końcówki.
Pokrywy pierwszorzędowe czarnobrązowe z wąskimi płowymi lub białawymi końcówkami. Pokrywy drugorzędowe jaśniejsze, z płowymi lub białawymi końcówkami i cynamonowopłowym plamkowaniem. Lotki ciemnobrązowe. Najbardziej wewnętrzne lotki I rzędu i lotki II rzędu po bokach z ząbkowaniem lub plamkowaniem na krawędziach. Na zewnętrznych lotkach I rzędu wzór ten jest słabiej zaznaczony. Lotki I rzędu mają płowe końcówki, które na najbardziej zewnętrznych piórach szybko się ścierają. Przód szyi i górna część piersi od płowych po białawe (niekiedy z cynamonowym nalotem, od jasnego po intensywny), z grubym brązowym kreskowaniem, które przeważnie jest ostro odgraniczone od reszty piersi; czasem jednak ciągnie się aż po boki ciała. Niższa część piersi i brzuch zazwyczaj bez wzorów, od matowo płowych po białawe, czasem też cynamonowe. Pióra w okolicach kloaki kremowo-cynamonowe. Pióra w górnej części goleni wyróżniają się wydłużonymi stosinami, które przypominają połyskliwą szczecinę. Do tego elementu upierzenia nawiązuje anglojęzyczna nazwa kulika alaskańskiego – bristle-thighed curlew. Kreskowanie po bokach ciała zmienne. Podbarkówki i pokrywy podskrzydłowe o głębokiej cynamonowej barwie.
Na zimowiskach część dorosłych kulików alaskańskich podczas pierzenia (od lipca do grudnia) lotek I i II rzędu traci zdolność lotu na około dwa tygodnie.

## Zasięg występowania

### Zasięg gniazdowania
Gatunek reliktowy.
Populacja lęgowa kulika alaskańskiego skupiona jest w dwóch obszarach w zachodniej części Alaski pomiędzy rzeką Jukon a północną częścią półwyspu Seward. Obszary te znajdują się w odległości około 300 km od siebie. Północny zajmuje północno-środkową część półwyspu Seward, od Ear Mountain na wschód do Rezerwatu narodowego Bering Land Bridge i na południe po szczyt Coffee Dome oraz Grantley Harbor (65°30'N, 164°40'W). Południowy ulokowany jest w południowych Nulato Hills (rozciągających się na północ i zachód od Jukonu) w północnej delcie Jukon-Kuskokwim, od Mountain Village na północ przez około 125 km (do punktu 62°30'N, 163°25'W). Określano również (według stanu wiedzy z początku lat 90. XX wieku) tamtejszy obszar gniazdowania jako zajmujący zachodnie ⅔ dorzecza Andreafsky. Są to jedyne znane tereny lęgowe, jednak istnieją przesłanki – słabo udokumentowane w literaturze – świadczące o gniazdowaniu na północ od Kotzebue Sound. Pojawiające się informacje o rzekomym gniazdowaniu w Rosji są niepotwierdzone. Zasięg gniazdowania kulika alaskańskiego oszacowany na podstawie danych Alaska Center for Conservation Science (ACCS) zajmuje około 18 tys. km².

### Miejsca koncentracji

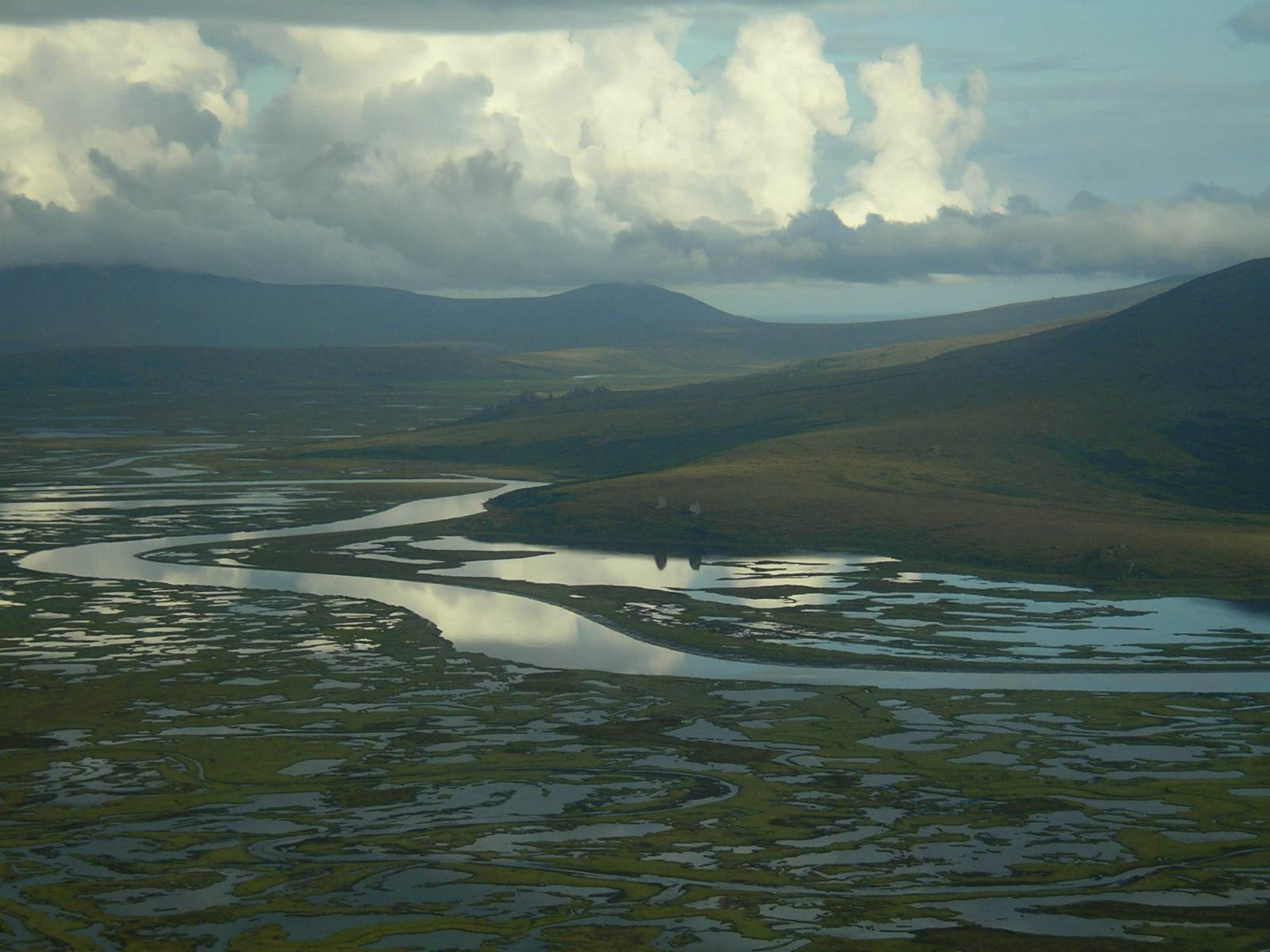
Widok na część delty Jukon-Kuskokwim położoną pomiędzy Scammon Bay a Chevak. Na nadbrzeżnych terenach delty znajdują się miejsca koncentracji kulików alaskańskich, z których wyruszają na zimowiska

Najważniejsze miejsca koncentracji zlokalizowane są na terenach nadbrzeżnych środkowej i południowej delty Jukon-Kuskokwim; w 1990 określono takich cztery. Źródła różnie wskazują dokładne położenie miejsc koncentracji: od południowej części delty Jukonu do Kuskokwim i do 20 km w głąb lądu, w pobliżu wybrzeża w delcie Jukon-Kuskokwim, od Chevak na południe po półwysep Nushagak. W niewielkiej liczbie pojawiają się również w miejscach koncentracji na nadbrzeżnych nizinach na półwyspie Seward. Na sporządzonej w ramach Alaska Natural Heritage Program (koordynowanego przez ACCS) mapie zasięgu występowania kulika alaskańskiego zaznaczone są cztery obszary obejmujące miejsca koncentracji w obrębie delty Jukon-Kuskokwim i jeden na północy półwyspu Seward.

### Zasięg zimowisk
Kuliki alaskańskie zimują na wyspach Oceanu Spokojnego. Większość zimowisk znajduje się na obszarze od Północno-Zachodnich Wysp Hawajskich na południe po: Wyspy Marshalla, Wyspy Gilberta, wyspy Feniks, Line Islands, Tuvalu, Tokelau, Wyspy Cooka, Wyspy Towarzystwa, Tuamotu, Wyspy Gambiera, Markizy i Pitcairn. Najwyższą liczebność populacji zimującej stwierdzano na Północno-Zachodnich Wyspach Hawajskich, na Wyspach Line, Wyspach Cooka, Wyspach Marshalla, na Tuamotu i na Pitcairn. Zimowiska na Wyspach Hawajskich znajdują się głównie na: Laysan, Wyspie Lisianskiego i Midway.
Mniej licznie kuliki alaskańskie zimują na: Fiji, Tonga, Samoa, Niue, Îles Australes, Karolinach, Guamie i Marianach.
Prawdopodobnie na wszystkich głównych zimowiskach pozostają osobniki młodociane, które nie opuszczają ich przed osiągnięciem dojrzałości rozrodczej. Wracają na tereny lęgowe w wieku 3 lub 4 lat. Wcześniej nie podejmują wędrówek, mogą jednak przemieszczać się po większych obszarach wyspy niż zimujące osobniki dorosłe i zalatywać na sąsiednie wyspy.

## Środowisko

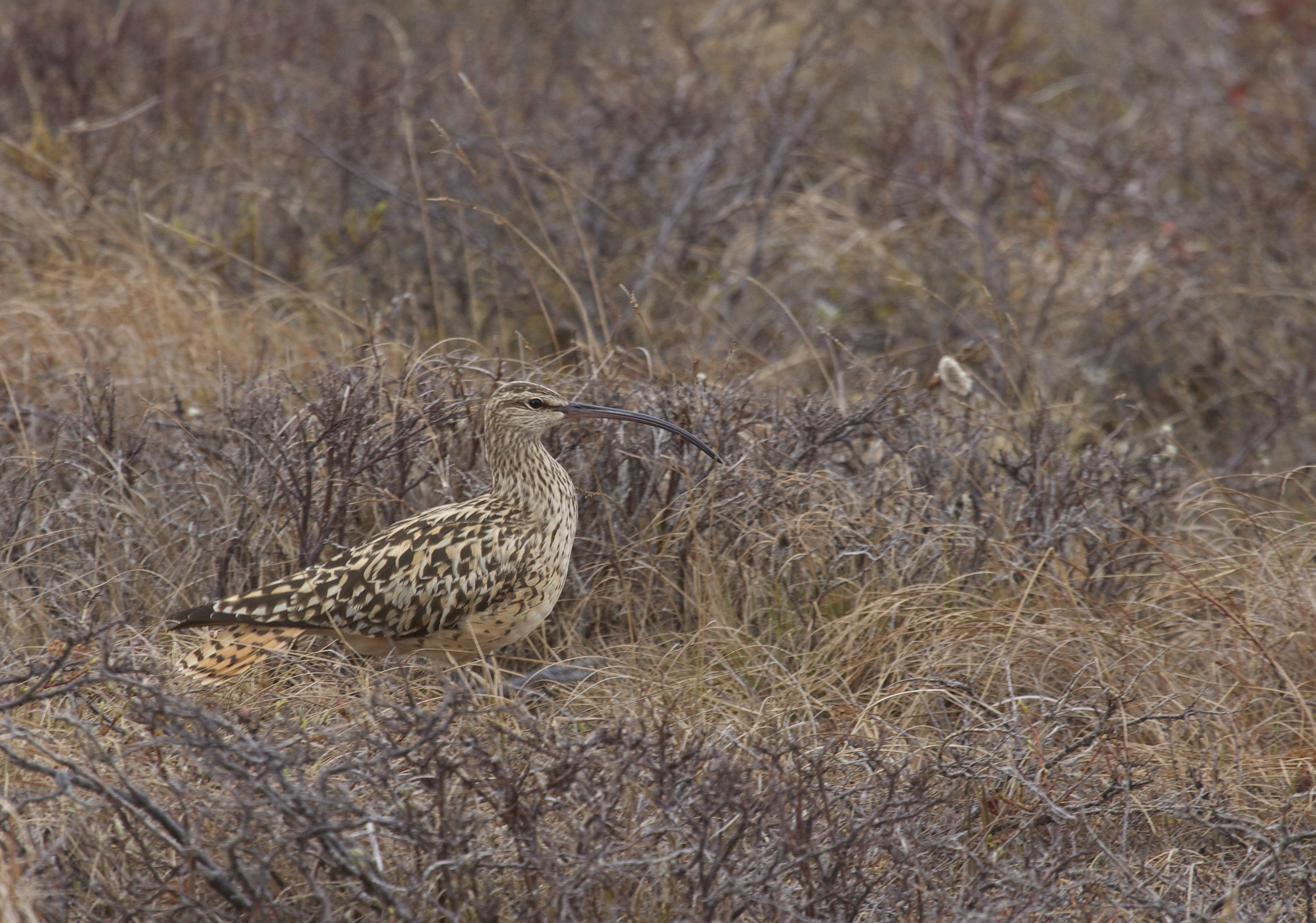
Na terenach lęgowych kulików alaskańskich dominują zbiorowiska trawiasto-krzewinkowe

### Tereny lęgowe
Kuliki alaskańskie gniazdują na pagórkowatych terenach (wysokość od 50 do 500 m n.p.m.; nachylenie: od 30 do 10%) pokrytych tundrą. Obszary te prezentują mozaikę zbiorowisk roślinnych charakterystycznych dla tundry subarktycznej i arktycznej oraz łąk z towarzyszącymi im zaroślami krzewiastymi. Przeważającą część stanowią zbiorowiska trawiasto-krzewinkowe kilku typów – tundra kępkowo-dolinowa (z kępami o wysokości 0,2–0,7 m przerośniętymi przez niskie krzewy i krzewinki), tundra kępowo-krzewiasta (dominują kępy wełnianki pochwowatej Eriophorum vaginatum, osiągające 0,1–0,5 m wysokości) i torfowiska turzycowo-krzewinkowe. Zbiorowiska te tworzą mozaikę z płatami wilgotnych łąk i niskich zarośli (o wysokości 0,4–1,1 m). W niżej położonych obszarach występuje tundra krzewinkowa ze średniej wielkości lub wysokimi (1,2–2,4 m) krzewami. Wyżej położone tereny zajmuje bardzo skąpa roślinność, a miejscami całkiem naga ziemia.
Tereny lęgowe na półwyspie Seward według klasyfikacji WWF leżą w obrębie ekoregionu Beringia upland tundra (NA1107). Obejmują podobne środowiska, co tereny lęgowe w Nulato Hills, które jednak cechuje bardziej płaska rzeźba terenu z łagodniejszymi stokami, bardziej rozwiniętą siecią rzeczną oraz stosunkowo mniejsze powierzchnie zajmowane przez poszczególne siedliska. Tereny w południowej części Nulato Hills, na których stwierdzono największe zagęszczenie kulików alaskańskich w sezonie lęgowym, pokryte są niskimi wzgórzami o łagodnych zboczach ze zbiorowiskami roślinnymi ze znacznym udziałem krzewinek.

### Miejsca przystankowe i zimowiska
Około 78% wysp w zasięgu zimowisk to niskie wyspy, których najwyższy punkt leży poniżej 30 m n.p.m. Kuliki alaskańskie na zimowiskach wykorzystują różnorodne środowiska. Są to między innymi nadbrzeżne błotne równiny (watty), plaże, rafy, mokradła, obrzeża bagien namorzynowych, wybrzeża lagun, przesmyki między wysepkami, solniska, okolice pasów startowych i otwarte tereny daleko od wybrzeża.

## Pożywienie
Na terenach lęgowych kuliki alaskańskie żywią się owadami i pajęczakami, a do tego owocami i kwiatami krzewinek. Na zimowiskach są oportunistami pokarmowymi – zjadają bezkręgowce lądowe i te ze strefy pływów, jaja i pisklęta ptaków morskich, gryzonie, jaszczurki, owoce i padlinę.

## Tryb życia i zachowanie
Według danych dostępnych w 2002 roku rozmiary terytoriów zależne są od topografii terenu, w szczególności układu sieci rzecznej. Ogółem są większe w północnej części zasięgu – 150–275 ha w Neva Creek vs 40–110 ha w Nulato Hills. Zagęszczenie par lęgowych badane w latach 2011–2012 w południowej części Nulato Hills (okolica Allen Creek) wyniosło 1,19–2,06 pary na km². Poszczególne pary zajmowały terytoria o wielkości 13,9–113,2 ha (0,139–1,132 km²). Podczas pierwszych badań terenowych nad populacją z półwyspu Seward, rozpoczętych w 1989, wielkość terytoriów oszacowano na 0,5–1,5 km². Przywiązanie do miejsca gniazdowania stwierdzono u 80% samców i 50% samic w południowych Nulato Hills.

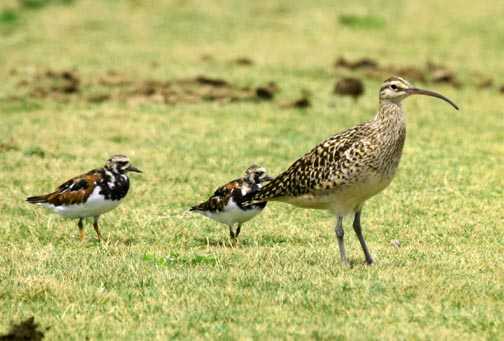
Kulik alaskański i dwa kamuszniki zwyczajne (Arenaria interpres)

Na Johnston kuliki alaskańskie mogą powodować znaczące straty w lęgach rybitw pacyficznych (Onychoprion lunatus) i faetonów czerwonosternych (Phaethon rubricauda), których jajami żywią się tam również kamuszniki zwyczajne (Arenaria interpres). Badacze zauważyli, że skrzeczące głosy trzymanych w rękach faetonów przyciągają okoliczne kuliki. Podobne odgłosy faetony wydają podczas obrony swojego terytorium przed innym osobnikiem. Być może kuliki alaskańskie rozpoznają te odgłosy i wykorzystują nieuwagę zajętego sprzeczką faetona, by zjeść jego jajo. Zakradają się do gniazda również w trakcie zamieniania się wysiadujących ptaków.

### Wędrówki
Kuliki alaskańskie podejmują długodystansowe wędrówki między terenami lęgowymi w zachodniej części Alaski a środkową i południową Oceanią. Do połowy sierpnia większość zdąża już opuścić swoje tereny lęgowe. Osobniki dorosłe wyruszają w lipcu i sierpniu. Ptaki młodociane udają się na zimowiska same, później – od połowy sierpnia do początku września.
Najdalej wysunięte na południe zimowiska są oddalone od obszarów gniazdowania o ponad 8500 km. Prawdopodobnie osobniki wędrujące w ich kierunku zatrzymują się na miejscach przystankowych na środkowym Pacyfiku. Na północnej granicy zasięgu zimowania znajduje się wyspa Laysan, do której kuliki wędrują prawdopodobnie bez zatrzymywania się przez ponad 4000 km. Do badania trasy i przebiegu wędrówek kulików alaskańskich wykorzystuje się telemetrię satelitarną. W latach 2005–2006 wyposażono w nadajniki 10 osobników, przy czym dane uzyskano dla 9 z nich. Od ostatniego zarejestrowanego miejsca pobytu na Alasce do pierwszego na jednej z wysp południowego Oceanu Spokojnego (lub ostatniego zarejestrowanego ogółem) dzieliło je od 7050 do 9725 km (8800 ± 900 km), a odległość tę przebyły przeciętnie w 7,2 ± 1,2 doby (5,7–8,3). W czerwcu 2007 nadajniki założono 15 osobnikom z Nulato Hills. Przed opuszczeniem Alaski przemieszczały się zupełnie inną trasą, niż badane w 2006 osobniki z półwyspu Seward. Następnie nieprzerwanym lotem przebywały 4650–8525 km. Większość nie korzystała z miejsc przystankowych i od razu docierała na zimowiska.

## Lęgi

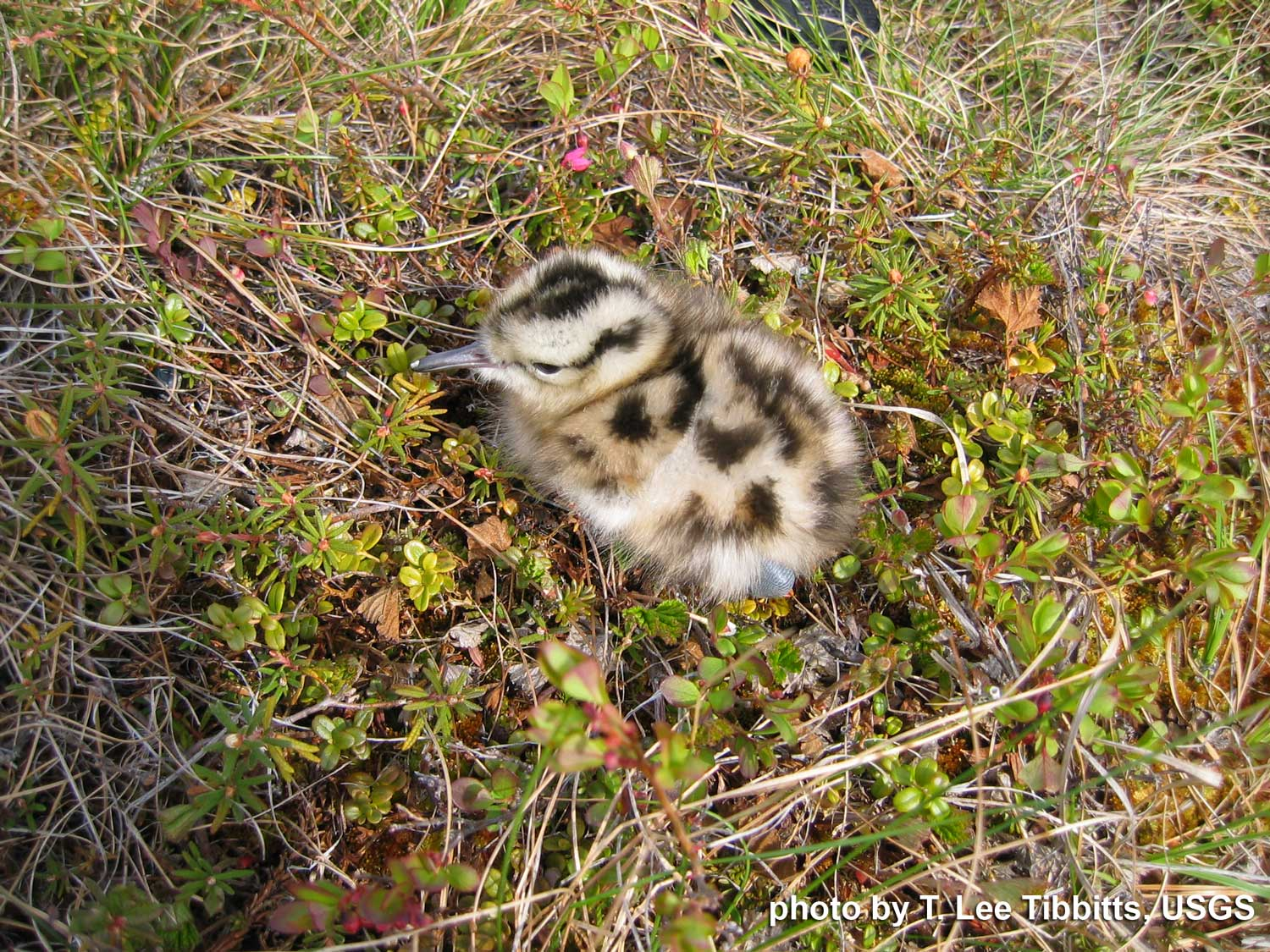
Pisklę kulika alaskańskiego

Zniesienia przypadają przeważnie na drugą połowę maja, rzadziej na pierwszy tydzień czerwca. Późne lęgi – ze zniesieniami od 9 do 18 czerwca – prawdopodobnie wynikają z późnego powrotu samicy z zimowiska, nie są to lęgi zastępcze.
Gniazdo typowe dla kulików. Ma formę zagłębienia w ziemi. Wyściółkę stanowią porosty (głównie oskrzelka rynienkowata, Flavocetraria cucullata), mchy, suche liście, skrawki turzyc i gałązek. Większość materiału do budowy gniazda znajduje się w jego bliskiej okolicy. Wyściółka jest dalej uzupełniania w okresie wysiadywania jaj.
W zniesieniu przeważnie 4 jaja. Wymiary średnie dla 16 jaj: 60,4 ± 2,5 mm na 42,5 ± 1 mm (zakres 57,5–65,0 na 41,5–44,7 mm). U ptaków obojga płci formują się dwie duże owalne plamy lęgowe. Wysiadywanie trwa 22–26 dni (średnio 24 dni; n=5) i rozpoczyna się wraz ze złożeniem czwartego jaja. Samiec i samica zdają się nie zmieniać w wysiadywaniu w zależności od pory dnia, potrzeba jednak więcej badań. Dwa lub trzy dni przed wykluciem się piskląt rodzice zaczynają zostawiać gniazdo na krótki czas i żerują wtedy w pobliżu.
Pisklęta opuszczają gniazdo w ciągu 12 godzin od wyklucia. Młode po 21–24 dniach życia są zdolne do lotu i osiągają samodzielność w wieku 33–41 dni. Po około tygodniu życia gromadzą się w „żłobkach”, w których przebywają przeważnie do wyruszenia na miejsca koncentracji. Stadka mogą obejmować zarówno młode z jednego lęgu, jak i z kilku. Zwykle tworzy je nie więcej niż 20 piskląt, zdarzają się jednak stadka złożone z nawet 30 młodych. Wodzone są przez najwyżej 14 dorosłych osobników, z czego niektóre nie są rodzicami żadnego z nich.

## Status, zagrożenia i ochrona
IUCN uznaje kulika alaskańskiego za gatunek bliski zagrożenia (NT, Near Threatened) od 2020 (stan w 2025). Wcześniej (od 1994 roku) gatunek miał status narażony (VU, Vulnerable). BirdLife International uznaje trend liczebności populacji za lekko spadkowy.

### Stan populacji
Począwszy od lat 90. XX wieku w źródłach podawana jest liczebność populacji bliska 10 tys. osobników. Tę szacunkową wartość przytoczono między innymi w Alaska Shorebird Conservation Plan (2019). Opiera się ona o dane uzyskane dzięki pracom terenowym prowadzonym w latach 1988–1992. Liczebność populacji oceniono na 3,2 tys. par lęgowych, z czego 60% gniazdowało w Nulato Hills, a 40% – na półwyspie Seward. Raporty z badań nie zostały upublicznione.

### Ochrona

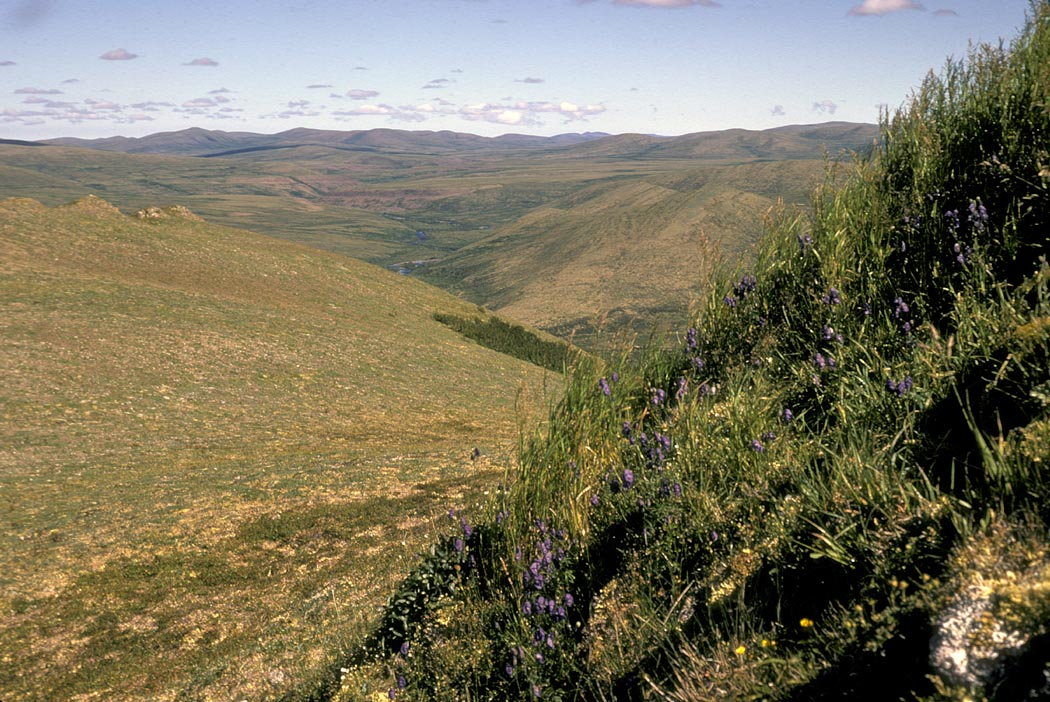
Widok na górny bieg rzeki Andreafsky, dopływu Jukonu. W obejmującym ją rezerwacie Andreafsky Wilderness, części Yukon Delta National Wildlife Refuge, znajduje się większość terenów lęgowych kulików alaskańskich

Kulik alaskański wymieniony jest w załączniku I Konwencji o ochronie wędrownych gatunków dzikich zwierząt (CMS). Na obszarach należących do USA i Kanady chroniony jest również przez Migratory Bird Treaty Act. Większość terenów lęgowych leży w obrębie Andreafsky Wilderness w Yukon Delta National Wildlife Refuge, lecz około ¼ na południe od nich znajduje się na terenach prywatnych. Liczne miejsca przystankowe i zimowiska położone są w obrębie National Wildlife Refuge.
W Alaska Shorebird Conservation Plan (2019) kulik alaskański uznany jest za jeden z gatunków priorytetowych. U.S. Shorebird Conservation Plan Partnership w 2016 wymieniało go jako jeden z trzech gatunków „najwyższej troski” (Greatest Concern) obok szlamnika tundrowego (Limosa lapponica baueri) i biegusa rdzawego (Calidris canutus roselaari).

### Zagrożenia
Większość terenów lęgowych znajduje się na obszarach chronionych. Pozwala to zapobiec przeważającej części zagrożeń, z wyjątkiem między innymi tych związanych ze zmianami klimatu lub drapieżnictwem. Pojawianie się siedzib ludzkich w okolicach stanowisk lęgowych może przyciągać drapieżniki, w tym kruki zwyczajne (Corvus corax) szukające pożywienia wśród odpadków. Zjadają one jaja kulików alaskańskich, podobnie jak wydrzyki ostrosterne (Stercorarius parasiticus). Pisklęta stanowią zdobycz lisów rudych (Vulpes vulpes), błotniaków amerykańskich (Circus hudsonius), białozorów (Falco rusticolus), wydrzyków długosternych (S. longicaudus) i żurawi kanadyjskich (Grus canadensis).
Podnoszenie się poziomu morza związane z globalnym ociepleniem może doprowadzić do zniknięcia niektórych niezamieszkanych wysp i atoli, na których kuliki alaskańskie zimują, lub degradacji ekosystemów ich strefy przybrzeżnej.

### Badania
Kuliki alaskańskie są jednymi z ptaków objętych programem Shorebirds Research prowadzonym przez Alaska Science Center (ośrodek pod nadzorem United States Geological Survey) przy współpracy z United States Fish and Wildlife Service i Audubon Alaska. USFWS nadzoruje badania nad kulikami alaskańskimi od 1985. Wówczas McCaffery rozpoczął prace terenowe w Yukon Delta National Wildlife Refuge, a uzyskane dane miały umożliwić ustalenie zasięgu występowania i statusu na tym obszarze chronionym. Jednocześnie Gill i Handel podjęli badania nad okresem poprzedzającym wędrówki u kulików alaskańskich. Ich celem było zlokalizowanie miejsc koncentracji, ustalenie czasu zbierania się na tych terenach oraz oszacowanie liczebności populacji. W 1988 USFWS otrzymało fundusze na wieloletnie szeroko zakrojone badania obejmujące kuliki alaskańskie w różnych sezonach ich rocznego cyklu życia.
Od 2006 wędrówki kulików alaskańskich są badane przy użyciu telemetrii satelitarnej. Prowadzone są również projekty znakowania. W latach 1985–1995 kulikom alaskańskim na Alasce i na Hawajach zakładano kolorowe obrączki. W latach 2006–2007 stosowano już czarne znaczniki z białym kodem alfanumerycznym.